# Măcăleandru cu mustăți
Măcăleandrul cu mustăți (Cercotrichas quadrivirgata) este o specie de pasăre paseriforme din familia Muscicapidae. Se găsește în estul și sudul Africii.

## Taxonomie
Această specie a fost descrisă ca Thamnobia quadrivirgata de către Reichenow în 1879. Anterior a fost plasată în genul Erythropygia. Împreună cu măcăleandrul de tufă de pădure, măcăleandrul brun și măcăleandrul bărbos este uneori plasat în genul Tychaedon. Sunt recunoscute două subspecii de C. quadrivirgata: C. q. greenwayi în Insulele Zanzibar și Mafia și C. q. quadrivirgata în restul arealului.  Epitetul specific quadrivirgata înseamnă „cu patru dungi” în latină. Specia este numită așa datorită celor patru dungi de pe față.

## Galerie

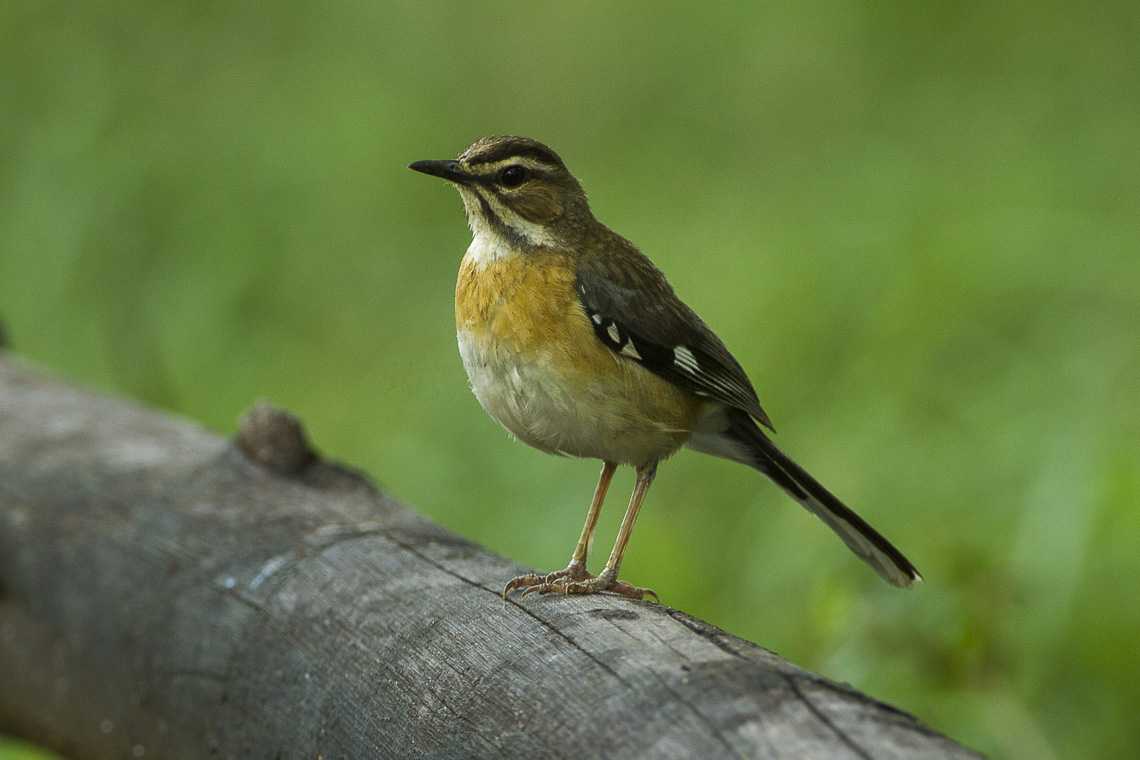
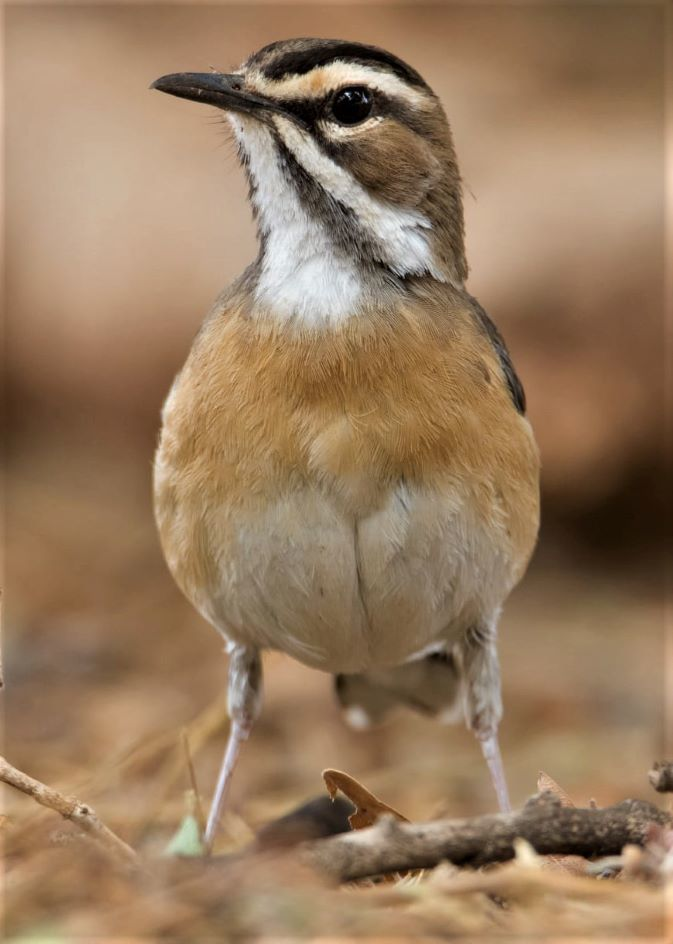
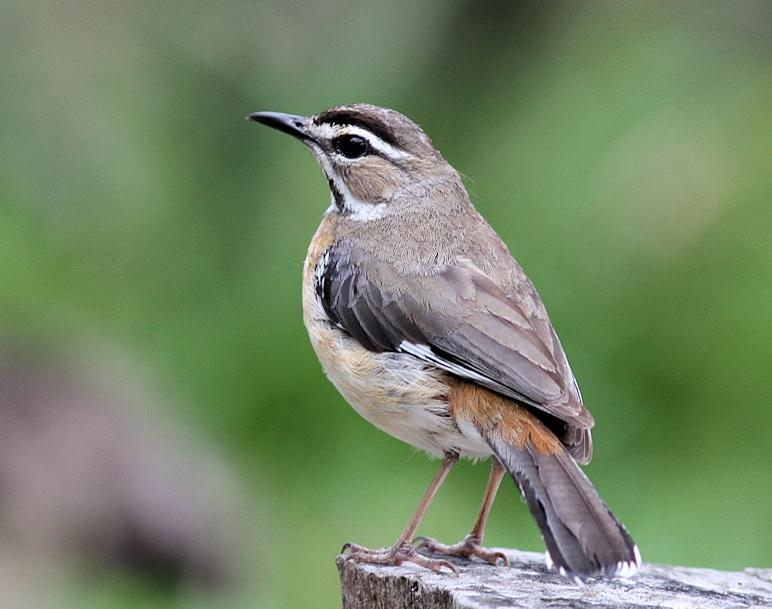